# Nicola Abbagnano
Nicola Abbagnano (Salerno, 15 de julio de 1901-Milán, 9 de septiembre de 1990) fue un filósofo italiano, uno de los principales representantes del existencialismo.

## Biografía
Nació en Salerno, en una familia de la burguesía intelectual salernitana. Se doctoró en filosofía en Nápoles en 1922.
Fue profesor de historia y filosofía del Liceo Umberto I de Nápoles hasta el año 1927, y luego en el Istituto di Magistero Suor Orsola Benincasa hasta 1936. En ese periodo colaboró también con la revista Logos.
Enseñó en la Universidad de Turín como profesor de historia de la filosofía (1936-1976). En 1964 inició su colaboración con La Stampa.
En 1972 se trasladó a Milán, donde, dejado el periódico turinés, colaboró con Il Giornale de Indro Montanelli, asumiendo durante cerca de un año el cargo de asesor de la cultura del ayuntamiento de Milán.
Falleció en Milán, por causas naturales.

## Actividad
De joven, y gracias a la reflexión de Aliotta, recibió la influencia del contingentismo francés y del intuicionismo de Bergson. 
Definía su filosofía como un existencialismo positivo; la positividad que Abbagnano reivindica para su propio pensamiento se opone al existencialismo negativo de Jaspers y al ontologismo de Heidegger, aunque se esfuerza en conservar los aspectos de éstos que le parece que pueden incluirse en una visión crítico-constructiva de la existencia. En 1943 obtuvo un papel de primer plano en el debate sobre el existencialismo que se publicó en la revista Primato.
Movido por esta exigencia también prestó especial atención a las corrientes neoempiristas y pragmatistas del pensamiento anglosajón, sobre todo al empirismo radical de Dewey.
Siendo uno de los fundadores del Centro de Estudios Metodológicos de Turín, en 1950 dio vida a la revista Quaderni di Sociología, y desde 1952 fue codirector, al lado de Norberto Bobbio, de la Rivista di Filosofia.
Escribió una extensa Historia de la filosofía (Storia della filosofia, tres vols., 1949-1953) y un diccionario filosófico. Reflexionó largamente sobre la noción de posibilidad, deteniéndose especialmente en la filosofía de Kierkegaard.
Contra el nihilismo de otros autores, Abbagnano propone una noción de la existencia como posibilidad de ser, que el hombre realiza, aunque con riesgos, mediante el uso de la razón, entendida como capacidad de inventar nuevas técnicas. También se interesó por la sociología, y en su escuela se formaron estudiosos de prestigio, no sólo de filosofía sino también de ciencias sociales.
Entre 1953 y 1962 fue el inspirador del grupo de intelectuales y filósofos que reciben el nombre de neoiluminismo italiano, organizando una serie de reuniones para conseguir la construcción de una filosofía «laica», abierta a las principales corrientes del pensamiento filosófico internacional.

## Obras
- Le sorgenti irrazionali del pensiero (1923)
- Il problema dell'arte (1925)
- Il nuovo idealismo inglese e americano (1927)
- La filosofía di E. Meyerson e la lógica dell'identità (1929)
- Guglielmo d'Ockham (1931)
- La nozione del tempo secondo Aristotele (1933)
- La física nuova (1934)
- Il principio della metafisica (1936)
- La struttura dell'esistenza (1939)
- Bernardino Telesio (1941)
- Introduzione all'esistenzialismo (1942)
- Storia della filosofía (tres vols., 1946-1950) (en español: Historia de la filosofía. Barcelona: Montaner y Simón, 1973. ISBN 9788427404205, ISBN 9788427404212 y ISBN 9788427404229 respectivamente.)
- Filosofía religione scienza (1947)
- Esistenzialismo positivo (1948)
- Possibilità e libertà (1956)
- Problemi di sociologia (1959)
- Dizionario di filosofia (1961) (en español: Diccionario de filosofía, editado por el Fondo de Cultura Económica, México, 1986)
- Pro e contro l'uomo (1968)
- Fra tutto e il nulla (1973)
- Questa pazza filosofía, ovvero l'io prigioniero (1979)
- La saggezza della vita (1985)
- La saggezza della filosofía (1987)
- Ricordi di un filosofo (1990)